# 168E busz (Budapest)
A budapesti 168E jelzésű autóbusz az Örs vezér tere és a Rákoshegy, Ferihegyi út között közlekedik. A vonalat a Budapesti Közlekedési Zrt. üzemelteti.

## Története
2008. szeptember 6-án a 168-as buszt gyorsjárattá alakították és a 168E jelzést kapta. Az átszámozást követően a Fehér úton és a Jászberényi úton – 7 megállópárt kihagyva – csak a régi 61-es busz (mai 161A busz) megállóhelyein áll meg.
A vonalon 2013. augusztus 17-én bevezették az első ajtós felszállási rendet.
2017 nyarától a péntekről szombatra, valamint szombatról vasárnapra virradó éjszakákon kibővített üzemidővel közlekedik. Az Örs vezér teréről 0:39-kor is indul 1 járat Rákoshegy, Ferihegyi út végállomáson át Rákoshegy vasútállomásig, biztosítva az egyetemi kollégium és Rákoshegy térségének könnyebb éjszakai elérését.
2023. április 1-jétől megáll a Kvasz András utca megállóhelyen is.
A 168E buszról hiányzik az átszállási lehetőség a 202E buszra, mivel a 202E busz nem áll meg a két viszonylat közös szakaszán lévő Kossuth Nyomda megállóhelynél.

## Járművek
A 168-as vonalon eleinte Ikarus 260 típusú autóbuszok közlekedtek, melyeket a BKV Zrt. Cinkotai autóbuszgarázsa állított ki. A 2008-as paraméterkönyv után feltűntek azonban az Ikarus 412-esek is, amiket a Cinkotai autóbuszgarázs vett át a Kelenföldi autóbuszgarázstól, illetve a járatsűrítés következtében ekkortól kezdve a Kőbányai garázs is adott a vonalra Ikarus 260-asokat.
2013. július 1-jétől Mercedes-Benz Citaro 2 típusú autóbuszok is megjelentek a vonalon, ezzel hétköznapokon felváltva a régi Ikarus 412-ket. 2015. április 18-ától a BKV Mercedes-Benz Conecto buszai is közlekedtek a vonalon. 2016-ban Volvo 7700-asok és Mercedes Citaro CNG-k is megjelentek a vonalon. 2016. június 4-étől hétvégén Van Hool A300 közlekedik a vonalon.
2019. április 8-ától, az M3-as metró felújítása miatt nagyobb kapacitású csuklós buszok kellettek, így az Ikarus 260-asok, és a Conectok helyett, a Dél-pesti garázs Ikarus 280-asai, illetve Vanhool AG300-asai és newAG300-asai is megjelentek a vonalon, Illetve a cinkotai garázs Ikarus 435-ösei, és Volvo 7000A-i és 7700A-i is járnak a vonalon. Hétvégén vegyesen járnak felváltva a szóló, és csuklós buszok.

## Útvonala
| Rákoshegy, Ferihegyi út felé |
| Örs vezér tere M+H vá. – Fehér út – Élessarok – Dreher Antal út – Jászberényi út – Tarkarét utca – Bogáncsvirág utca – Csillagvirág utca – Ezüstfa utca – Napmátka utca – Tündérfürt utca – Helikopter út – Újmajori utca – Rákosmezei Repülők útja – Kvasz András utca – Helikopter út – Lőrinci út – Melczer utca – Rákoshegy, Ferihegyi út vá.               |
| Örs vezér tere felé |
| Rákoshegy, Ferihegyi út vá. – Ferihegyi út – Szabadság utca – Lőrinci út – Helikopter út – Kvasz András utca – Rákosmezei Repülők útja – Újmajori út – Helikopter út – Tündérfürt utca – Napmátka utca – Ezüstfa utca – Csillagvirág utca – Bogáncsvirág utca – Tarkarét utca – Jászberényi út – Dreher Antal út –Élessarok – Fehér út – Örs vezér tere M+H vá. |

## Megállóhelyei
| 0  | Örs vezér tere M+H végállomás               | 27 | 10, 31, 32, 44, 45, 67, 85, 85E, 97E, 131, 144, 161, 161A, 161E, 169E, 174, 176E, 231, 244, 276E, 277 80, 81, 82, 82A 3, 62, 62A 410, 419, 430, 440, 441, 484, 485, 486, 505, 508, 509, 510 1040, 1049, 1070, 1075, 1077, 1078 |               | Metróállomás, Autóbusz-állomás, HÉV-állomás, Volánbusz-állomás, Sugár üzletközpont, Árkád bevásárlóközpont |
| 3  | Élessarok                                   | ∫  | 85, 161, 161A, 162, 262 3, 28, 28A, 37, 37A, 62, 62A | 909, 956, 990 | |
| ∫  | Sörgyár                                     | 23 | 161, 161A, 162, 262 28, 28A, 37, 37A |               | Sörgyár |
| 5  | Maglódi út                                  | 22 | 161, 161A, 162, 262 28, 28A, 37 484 | 909, 956, 990 | |
| 8  | Tárna utca                                  | 20 | 161, 161A, 162, 262 | 956, 990      | |
| 9  | Rákos vasútállomás                          | 19 | 161, 161A, 162, 262 S60 G60 Z60 S76 S80 InterRégió | 956, 990 S60  | Vasútállomás                                                                                               |
| 10 | Kossuth Nyomda                              | 17 | 68, 161, 161A, 162, 262, 268 484 | 956, 968, 990 | Kossuth nyomda                                                                                             |
| 11 | Tarkarét utca (↓) Jászberényi út (↑)        | 15 | |               | |
| 12 | Kollégium                                   | 15 | |               | Budapesti Corvinus Egyetem Tarkaréti Kollégiuma                                                            |
| 12 | Csillagvirág utca (↓) Bogáncsvirág utca (↑) | 14 | |               | |
| 13 | Ezüstfa utca (↓) Csillagvirág utca (↑)      | 13 | |               | |
| 14 | Tűzoltóság                                  | 12 | |               | XVII. kerületi tűzoltóság                                                                                  |
| 15 | Hungaropharma                               | 11 | |               | Hungaropharma gyógyszergyár                                                                                |
| 16 | 526. sor                                    | 10 | |               | |
| 19 | Újmajori út (↓) Csillagmotor köz (↑)        | 7  | 46 |               | Helikopter Óvoda                                                                                           |
| 20 | Dedics Ferenc utca (↓) Ősrepülő utca (↑)    | 5  | 46 |               | |
| 22 | Kvasz András utca                           | 4  | 46 |               | |
| 23 | Lőrinci út                                  | 3  | 46, 198 |               | |
| 25 | Melczer utca                                | ∫  | |               | |
| 26 | Baross utca                                 | ∫  | 98, 98E, 198 | 980           | |
| ∫  | Rákoshegy vasútállomás                      | 2  | 46, 98, 98E, 198 S60 G60 | 980 S60       | Vasútállomás                                                                                               |
| ∫  | Szabadság utca                              | 1  | 46, 98, 98E | 980           | |
| ∫  | Kerülő utca                                 | 0  | |               | |
| 28 | Rákoshegy, Ferihegyi út végállomás          | 0  | |               | |